# Dongi Yang
Dongi Yang  (coreano: 양동이; Seul, 7 de dezembro de 1984) é um lutador de artes marciais mistas sul-coreano, que atualmente compete no Peso-médio do Ultimate Fighting Championship.

## Carreira no MMA

### Início de carreira
Yang começou sua carreira profissional na Coreia do Sul em um torneio. Ele venceu três lutas consecutivas.
Ele deu continuidade à sequência com uma vitória no Super Sambo Festival.

### Ascensão à notoriedade na Ásia
Ele então assinou com o DEEP, vencendo duas lutas, ambas por Nocaute Técnico.
Em seguida foi para o Sengoku e competiu no evento Sengoku Fourth Battle. Seu oponente foi o judoca polonês Paweł Nastula. Ele venceu a luta por Nocaute Técnico. A luta foi um pouco controversa devido a Yang ter atracado um joelho no clinch, que lhe valeu um cartão amarelo. Depois disso, Nastula ficou visivelmente lento e, mais tarde, queixou-se de um problema na virilha. Por "razões inexplicáveis", o árbitro parou a luta e encerrou como Nocaute Técnico. 
Logo em seguida, Yang derrotou mais dois adversários; um no Japão e outro nas Ilhas Marianas do Norte. Como estava se tornando um padrão em sua carreira, ele venceu ambos por Nocaute Técn

### Ultimate Fighting Championship
Em junho de 2010, o lutador assinou com o UFC, se juntando a Jung Chan-Sung como membros do Korean Top Team a competir nas organizações Zuffa.
A estreia dele no UFC foi no UFC 121 o competidor do The Ultimate Fighter, Chris Camozzi. Camozzi foi declarado vencedor por Decisão Dividida.
Em seguida encarou Rob Kimmons no dia 3 de março de 2011 no UFC Live: Sanchez vs. Kampmann. Yang venceu a luta por Nocaute Técnico perto do fim do segundo round, conseguindo assim sua primeira vitória no UFC.
O sul-coreano lutou contra Court McGee em 17 de setembro de 2011 no co-evento principal do UFC Fight Night 25. A luta foi bastante disputada e Yang conseguiu ter sucesso em conectar alguns socos que afetaram McGee, mas que não foram suficientes para lhe garantir a vitória.
Ele lutou com Brad Tavares no dia 15 de maio de 2012 no UFC on Fuel TV: Korean Zombie vs. Poirier. Ele saiu derrotado por decisão unânime e posteriormente foi liberado pela organização.

### Pós-UFC
Em 29 de junho de 2013, ele derrotou o veterano do ROAD FC Jae Young Kim por Nocaute Técnico no segundo round no Top FC 1 na Coreia do Sul. Em seguida derrotou o também veterano do UFC, Dennis Hallman, com um impressionante Nocaute Técnico no primeiro round no Top FC 6 em 5 de abril de 2015.

### Retorno ao UFC
Em agosto do mesmo ano foi confirmado que Yang havia re-assinado com o UFC e continuará a competir na divisão Peso-médio da organização.
Ele encarou Jake Collier no UFC Fight Night 79 do dia 28 de novembro de 2015. Ele venceu por Nocaute Técnico no segundo round.

## Cartel no MMA
| Cartel no MMA   |             |            |
| 16 lutas        | 13 vitórias | 3 derrotas |
| Por nocaute     | 12          | 0          |
| Por finalização | 1           | 0          |
| Por decisão     | 0           | 3          |

| Res.    | Cartel | Oponente       | Método                                   | Evento                                    | Data       | Round | Tempo | Local                  | Notas                     |
| ------- | ------ | -------------- | ---------------------------------------- | ----------------------------------------- | ---------- | ----- | ----- | ---------------------- | ------------------------- |
| Vitória | 13-3   | Jake Collier   | Nocaute Técnico (socos)                  | UFC Fight Night: Henderson vs. Masvidal   | 28/11/2015 | 2     | 1:50  | Seul                   |                           |
| Vitória | 12-3   | Dennis Hallman | Nocaute Técnico (socos)                  | Top FC 6 - Unbreakable Dream              | 05/04/2015 | 1     | 3:25  | Seul                   |                           |
| Vitória | 11-3   | Jae Young Kim  | Nocaute Técnico (chute no corpo e socos) | Top FC 1 - Original                       | 29/06/2013 | 2     | 4:06  | Seul                   |                           |
| Derrota | 10-3   | Brad Tavares   | Decisão (unânime)                        | UFC on Fuel TV: Korean Zombie vs. Poirier | 15/05/2012 | 3     | 5:00  | Fairfax, Virgínia      |                           |
| Derrota | 10-2   | Court McGee    | Decisão (unânime)                        | UFC Fight Night: Shields vs. Ellenberger  | 17/09/2011 | 3     | 5:00  | New Orleans, Louisiana |                           |
| Vitória | 10-1   | Rob Kimmons    | Nocaute Técnico (socos)                  | UFC Live: Sanchez vs. Kampmann            | 03/03/2011 | 2     | 4:47  | Louisville, Kentucky   |                           |
| Derrota | 9-1    | Chris Camozzi  | Decisão (dividida)                       | UFC 121: Lesnar vs. Velasquez             | 23/10/2011 | 3     | 5:00  | Anaheim, California    |                           |
| Vitória | 9-0    | Bill Saures    | Nocaute técnico (socos)                  | Trench Warz 12: Battle Brawl              | 21/05/2010 | 1     | 1:07  | Saipan                 | Estreia nos Pesos-médios. |
| Vitória | 8-0    | Ryuta Noji     | Nocaute técnico (socos)                  | Heat 8                                    | 14/12/2008 | 2     | 3:17  | Tóquio                 |                           |
| Vitória | 7-0    | Paweł Nastula  | Nocaute técnico (exaustão)               | World Victory Road Presents: Sengoku 4    | 24/08/2008 | 2     | 2:15  | Saitama                |                           |
| Vitória | 6-0    | Keigo Takamori | Nocaute técnico (socos)                  | Deep: 31 Impact                           | 05/08/2007 | 1     | 1:57  | Tóquio                 |                           |
| Vitória | 5-0    | Junpei Hamada  | Nocaute técnico (socos)                  | Deep: CMA Festival 2                      | 23/07/2007 | 1     | 3:56  | Tóquio                 |                           |
| Vitória | 4-0    | Chang Seob Lee | Nocaute técnico (socos)                  | Super Sambo Festival                      | 24/06/2007 | 3     | 4:56  | Gyeongju               |                           |
| Vitória | 3-0    | Yun Seob Kwak  | Nocaute técnico (socos)                  | WXF: North Jeolla MMA Championships       | 02/06/2007 | 2     | 2:35  | Jeolla do Norte        |                           |
| Vitória | 2-0    | Dool Hee Lee   | Nocaute técnico (socos)                  | WXF: North Jeolla MMA Championships       | 02/06/2007 | 1     | 1:36  | Jeolla do Norte        |                           |
| Vitória | 1-0    | Hyung Kyo Lee  | Finalização (triângulo)                  | WXF: North Jeolla MMA Championships       | 02/06/2007 | 1     | 1:40  | Jeolla do Norte        |                           |